# Marino Falier

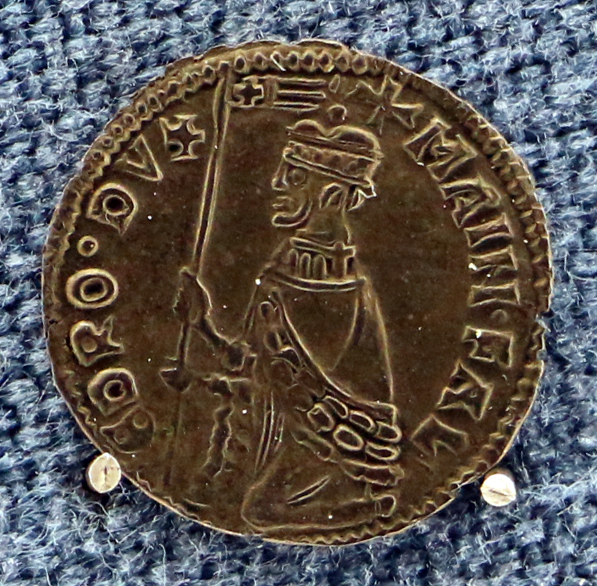
Soldino, geprägt unter „Main Faledro Dvx“

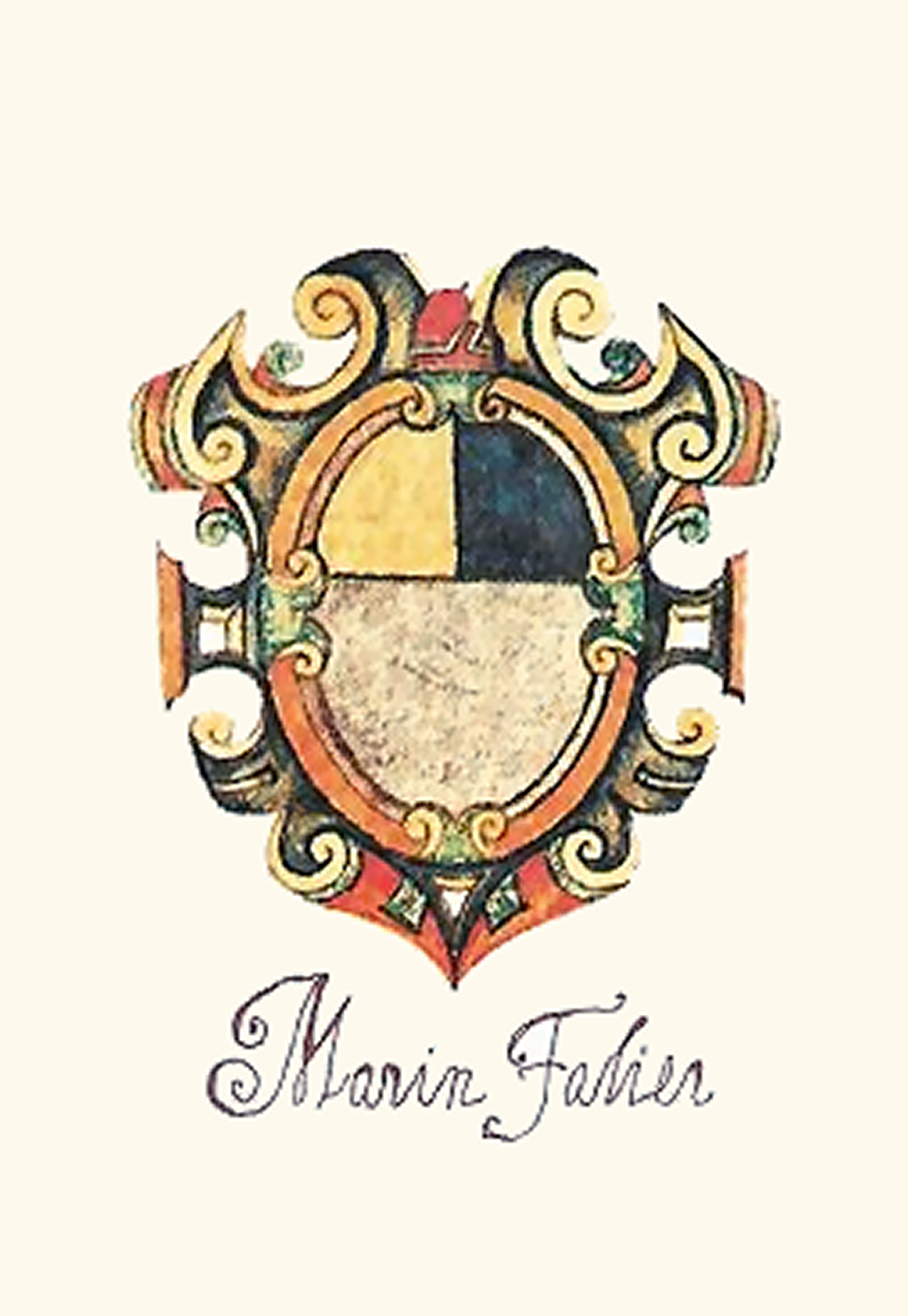
Wappen des „Marin Falier“, frühes 17. Jahrhundert

Marino Falier (* zwischen 1280 und 1285 in Venedig; † 17. April 1355 ebenda; auch Marin(o) Faliero) war nach der Zählweise der staatlich gesteuerten Geschichtsschreibung der Republik Venedig ihr 55. Doge. Seine Wahl erfolgte am 11. September 1354. Er wurde wegen einer Verschwörung nur gut sieben Monate später hingerichtet.
Bedingt durch diese Verschwörung ist seiner rund vier Jahrzehnte umfassenden Tätigkeit in staatlichen Diensten nur wenig Aufmerksamkeit geschenkt worden. Dabei war Marino Falier bereits seit etwa 1315 im innersten Kreis der Macht tätig, wurde vielfach zum Podestà gewählt, womit er ganze Kommunen als eine Art bestellter Gouverneur lenkte. Er war mehrfach Gesandter, etwa beim Papst in Avignon, beim Kaiser in Wien und Prag, führte Truppen und Kriegsflotten in weiten Teilen des venezianischen Kolonialreichs, aber auch in Oberitalien, Dalmatien und bis zur Krim im Osten.
Besondere Aufmerksamkeit widmete die Geschichtsschreibung nach seinem Sturz der Frage nach den Ursachen der Verschwörung. Dabei wurde einerseits angeführt, dass er persönlich beleidigt worden war – damit rückte seine Frau Aluycha in den Mittelpunkt –, andererseits spielte der Gegensatz zwischen den nobili, später als Adel oder Patriziat bezeichnet, und den Seeleuten, die die Schuld an einer verheerenden Niederlage der Kriegsflotte eben jenen nobili gaben, eine große Rolle. Sie waren es, die den Umsturz ausführen wollten. Folgt man der staatlich gesteuerten venezianischen Historiographie, so strebte Marino Falier danach, unumschränkter Herr der Stadt zu werden, oder, wie es schon im 14. Jahrhundert ausgedrückt wurde, eine Tyrannei zu errichten.
Die starke Betonung persönlicher Motive Faliers gestattete es, trotz des Umsturzversuches, das Bild Venedigs als einzig stabilem Staatswesen aufrechtzuerhalten, in dem kluge und wohlwollende Patrizier regierten. Eine pflichtbewusste zweite Elite von Cittadini steuerte demnach die Verwaltung, und die mehr als 80 % der Bevölkerung stellenden, mit der Machtverteilung einverstandenen Popolani waren befriedet. Letzteres sei durch Gerechtigkeit, sichere Versorgung in Verbindung mit patrizischer Großzügigkeit und rituelle Einbindung gewährleistet worden, die erfolgreich die Illusion der Partizipation vermittelte. Diesen bereits im Spätmittelalter gepflegten Mythos, dessen Widerlegung die moderne Geschichtsschreibung lange beschäftigte, hätte eine Analyse gesellschaftlicher Konflikte, die hinter Faliers Umsturzversuch standen, gestört. Damit wurde den Popolani eine eigene Geschichtsmächtigkeit weitgehend vorenthalten, die sich jedoch in Momenten wie 1355 erwies. Eine eigene Bewegung dieser größten Gesellschaftsgruppe, wie in anderen Städten, bestand in Venedig tatsächlich nicht; sie repräsentierte sich formal nur in Gilden und Zünften, religiösen Gruppen und territorialen Einheiten, die vom Patriziat entsprechend scharf überwacht und gesteuert wurden. Nirgendwo sonst spielte die Geschichtsschreibung eine so zentrale Rolle wie in Venedig, um Unruhen unter den Popolani ihre politische Bedeutung abzusprechen und ihre Ziele zu verunklären.

## Familie
Die Falier hatten mit Vitale und Ordelafo bereits zwei Dogen gestellt.
Marino Falier, der dritte Doge aus dieser Familie, war etwa seit 1335 mit Aluicha Gradenigo verheiratet, auch Ludovica genannt. Die beiden hatten eine Tochter namens Lucia.
Marino wurde um 1285 als Sohn des Iacopo Falier geboren, der wiederum Sohn des Marco war. Die Familie war in der Gemeinde Santi Apostoli ansässig, nicht weit von der Rialtobrücke entfernt, und von höchstem Ansehen. Marinos Mutter war Beriola, Tochter des Giovanni Loredan – sie entstammte somit gleichfalls einer der einflussreichsten Familien. Marinos Brüder hießen Marco und Ordelaffo, doch starben beide vor Marino.
Bedingt durch die Tatsache, dass ein gleichnamiger Onkel in den Dokumenten erscheint, ist nicht immer klar, ob der spätere Doge oder der besagte Onkel gemeint ist.

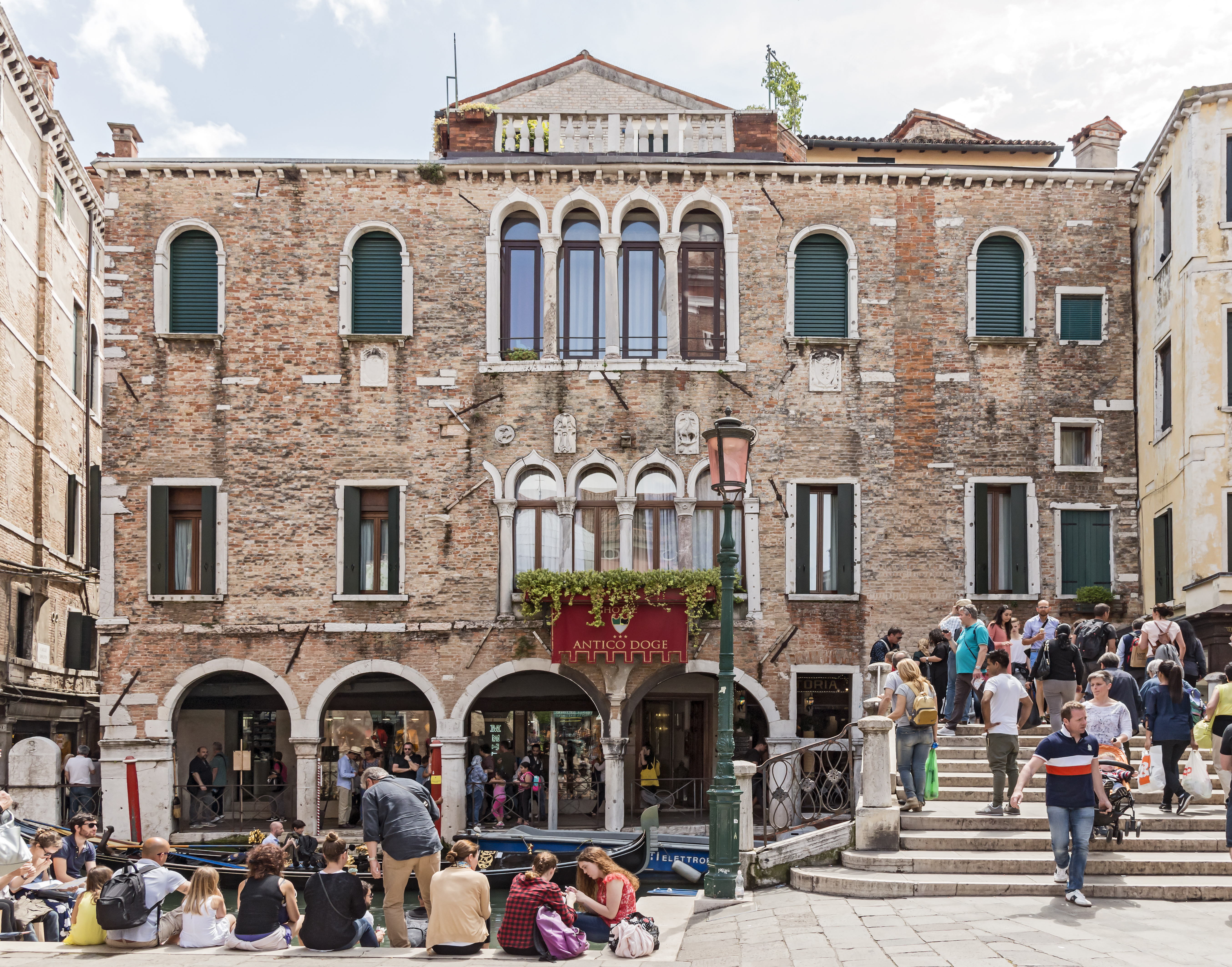
Der Palazzo Falier im Jahr 2016

Der Palast der Familie existiert noch heute, wenn er auch stark umgebaut wurde. Neben diesem nördlich der Rialtobrücke, in Cannaregio gelegenen Stadtpalast besaß die Familie weitere Häuser in der Stadt. Hinzu kamen Güter außerhalb, nämlich im Padovano in Camponogliera (unweit von Dolo) sowie im Saccense, also um Piove di Sacco, im Valmareno nordwestlich von Treviso und um das Kastell Fregona, außerdem ein Drittel eines Feudalgutes bei Trisigallo nahe Ferrara.
Marino Falier war zwei Mal verheiratet, doch ist der Name der ersten Frau nicht überliefert. Eine spätere Überlieferung nimmt an, dass es sich um Tommasina Contarini handelte. Von ihr hatte Marino eine Tochter namens Lucia, die im Jahr 1348 ihr Testament aufsetzte. Eine zweite Tochter hieß demnach Pinola.
In zweiter Ehe, geschlossen um 1335, heiratete Marino Falier Aluycha Gradenigo, auch Aluica genannt, Tochter des Nicoletto Gradenigo und Nichte des Dogen Pietro. Das Paar hatte keine Kinder. Die Dogaressa, wie sie sich auch selbst in ihrem Testament nennt, war möglicherweise im ersten Jahrzehnt des 14. Jahrhunderts geboren. Sie lebte noch im Februar 1387, als sie zum dritten Mal ihr Testament aufsetzte. Zu diesem Zeitpunkt war sie, wie Bartolomeo Cecchetti meint, bereits „pazza“ (‚verrückt‘), oder, wie es die zuständigen Avogadori di Comun feststellten, „mentis alienata, neque boni sensus vel intellectus“. Daher wurde ihr zweites Testament von 1384 wieder in Kraft gesetzt, aus dem hervorgeht, dass sie durch Anordnung des Rates der Zehn vom 4. November 1355 ihre Aussteuer in Höhe von 4000 Libra zurückerhalten hatte, dazu 2000 weitere, die bestimmte Richter, die Giudici del Proprio, für ihr Eigentum erklärten. Ob diese Zuwendungen eine Art Wiedergutmachung darstellten, oder ob dies mit einer entfernten Verwandtschaft mit dem Nachfolger Marino Faliers zusammenhängt, bleibt unklar. Die Witwe nannte sich selbst „Aluycha Falier“.

## Leben

### Geburtsdatum
Über die ersten drei Lebensjahrzehnte des Dogen ist so gut wie nichts bekannt, kein zeitgenössisches Dokument gibt einen Hinweis auf sein Alter zur Zeit seiner Dogenwahl im Jahr 1354. So schwanken die Angaben über das Jahr seiner Geburt stark, nämlich zwischen 1274 und 1285.
Marin Sanudo (Vite dei Dogi) glaubte, dass er 1354, also zum Zeitpunkt seiner Wahl zum Dogen, 76 Jahre alt gewesen, womit Falier um 1278 zur Welt gekommen wäre. Francesco Sansovino (Venetia) nahm an, er sei zu diesem Zeitpunkt sogar 80 Jahre alt gewesen – daraus ergibt sich das Geburtsjahr 1274. Wolle man nicht annehmen, dass sein Vater mit 15 Jahren Nachwuchs bekommen habe, so argumentierte Vittorio Lazzarini, so könne der Doge wohl erst deutlich später zur Welt gekommen sein, seiner Ansicht nach zwischen 1280 und 1285. Da es immer wieder die Beleidigung der jungen Ehefrau des alten Dogen war – sie war wohl zur Zeit der Verschwörung 45 bis 50 Jahre alt –, die in den Mittelpunkt gerückt wurde, war es dramaturgisch von Vorteil, den Altersunterschied beim Erzählen stärker zu betonen.

### Ämter, militärische und zivile Aufgaben (1315–1354)
Marino Falier erhielt eine Reihe von Aufgaben durch den Großen Rat und den Senat, in denen er sowohl militärische, marine, als auch zivile Erfahrungen sammelte. Zugleich saß er schon früh im innersten Kreis der Macht, wenn er sich in Venedig aufhielt. Sein Weg vor der Dogenwahl ist ab 1315 ungewöhnlich genau nachzuzeichnen, da er dank der inzwischen starken Verschriftlichung des Rechtsverkehrs wie der Magistraturen sowie der Berichterstattung der Gesandten in zahlreichen Dokumenten erscheint.

#### Rat der Zehn (1315–1320, 1326–1330), Bailò von Negroponte (1323), Gesandter
Zum ersten Mal erscheint er als eines der drei Häupter (Capi) des Rates der Zehn am 10. Oktober 1315. Dieses Gremium war 1310 zur Verfolgung politischer Widersacher gegründet worden, sogar ausdrücklich mit dem Zweck, die Verschwörung des Jahres 1310 niederzuschlagen. Falier beschloss im Rahmen dieses Gremiums, dass Rossetto di Camponogara für den Mord an Nicolò Querini, einem der Verschwörer des Jahres 1310 um Baiamonte Tiepolo, belohnt werden sollte. Marino Falier saß von 1315 bis 1320 in dem äußerst einflussreichen Gremium, wobei er mehrfach sogar zu den Capi, den besagten Häuptern zählte, aber auch zu den Inquisitori. 1320 hatte er als Angehöriger des Rates, gemeinsam mit seinem Kollegen Andrea Michiel, die Aufgabe, für den Tod des Baiamonte Tiepolo und des Pietro Querini, die beiden Anführer der besagten Verschwörung, zu sorgen. Der Rat ernannte am 2. Januar und am 6. Februar die beiden Männer, setzte die maximalen Kosten fest, aber auch eine Art Kopfgeld. Falier gehörte darüber hinaus in den Jahren 1326 und 1327, dann erneut 1329 und 1330 dem Rat der Zehn an.
1321 und 1323 verfolgte Falier allerdings private Handelsaktivitäten in Venedig. Ende 1323 wurde er zum Capitano und Bailò von Negroponte gewählt, womit er zum Nachfolger von Gabriele Dandolo wurde.
1326 wieder in Venedig, saß er von Januar bis November wieder im Rat der Zehn, wobei er auch diesmal im Wechsel die beiden genannten Funktionen ausfüllte. Auch von Januar bis Mai und von Juni bis Juli 1327 gehörte er diesem machtvollen Gremium an. Im Mai 1327 ging er als Gesandter nach Bologna, zusammen mit Marco Michiel. Die beiden sollten in einem Streit zwischen dem Generalprior und einigen Serviten aus Venedig intervenieren.
Im Juli 1327 wurde seine Mitgliedschaft im Rat der Zehn für einige Zeit unterbrochen und er übernahm einen Sitz im Rat der Cinque anziani alla pace. Dabei handelte es sich um eine Art Polizeimagistratur, geführt von fünf Männern. Danach ist seine Anwesenheit in Venedig erst wieder ab 1329 belegt. Wieder trat er im August dem Rat der Zehn bei, dem er diesmal mindestens bis in die ersten Monate des Jahres 1330 angehörte. Zwischen Mai und Juli 1331 hielt er sich in Venedig auf.

#### Flottenkommandant im Schwarzen Meer, Konstantinopel (1333)
1333 wurde er Capitano, also Flottenkommandant, im Schwarzen Meer und in Konstantinopel. Die von ihm kommandierte Flotte sollte die Sicherheit des Handels mit Konstantinopel gewährleisten, eine der Handelsdrehscheiben im Osten. Am 23. März überantwortete man ihm den Schutz der Händler, die nach La Tana aufbrachen, am Ostrand der Krim. Auch am 1. Juli war er noch Capitano, kehrte jedoch noch in diesem Jahr nach Venedig zurück.
Am 31. Oktober erhielt er dort den Auftrag, die Briefe des Capitano der Liga gegen die Türken und von Negroponte zu lesen und seine Ansichten dazu niederzulegen. Am 16. November saß er in einer Kommission aus fünf Sapientes (Savi), erfahrene Männer, die sich mit Angelegenheiten der Schifffahrt im östlichen Mittelmeer auskannten. Dabei drehte es sich um die Frage von Betretungsverboten für einige Gebiete. Die Kommission legte am 19. Dezember eine pars vor, einen Beschluss.

#### Podestà in Dalmatien (1334–1335), Scaligeri-Krieg (1336), Podestà von Chioggia und Padua (1337–1339)
Von März 1334 bis April 1335 war Marino Falier Podestà von Farra und Brazza (Hvar und Brač) in Dalmatien. Am 9. April wurde er aufgefordert, nach Venedig zurückzukehren, allerdings erst nach der Ankunft seines Nachfolgers. Seine Anwesenheit in Venedig hielt man für erforderlich. Tatsächlich war er am 3. Juli 1335 in Venedig, wo er als Savio einige der Briefe des Großmeisters der Hospitaliter prüfen sollte. Auch erhielt er weitere Aufgaben im Zusammenhang mit den dominierenden Familien auf dem oberitalienischen Festland, wie am 14. Mai 1336, als er mit zwei Adligen und einigen Fachleuten ins Gebiet der Caminesi reisen sollte, um Maßnahmen zur Sicherung zu beraten, denn man befand sich im Vorfeld des Krieges gegen die Scaligeri.
Falier nahm an diesem Krieg als einer der vier Governatori des gemeinsamen Heeres teil, das Florenz und Venedig in den Krieg führten. Diese sollten den Kommandanten Pietro de’ Rossi unterstützen. Zwar nahm Falier am 21. Oktober an Militäroperationen teil, doch kehrte er bald nach Venedig zurück. Dort wird er nur als Zeuge greifbar, nämlich in einer Urkunde vom 22. März 1337.
Am 1. Mai wurde er Podestà von Chioggia, doch trat er von dieser Stellung Ende Februar 1338 zurück, um ab dem 1. März Podestà von Padua zu werden. Dort blieb er zunächst bis August im Amt, wurde bestätigt und blieb bis Februar 1339.

#### Podestà von Treviso (1339) und anderen Städten (1341 und 1342), diplomatische Aufgaben
Am 26. Januar 1339 wurde er im Großen Rat zum Podestà von Treviso gewählt, ein Amt, das er bis Dezember bekleidete. Dieses trat er am 11. Februar an. Es gelang ihm, die Grundlagen der Verwaltung zu legen, die Venedig eine dauerhafte Kontrolle über das kurz zuvor gewonnene Gebiet sicherte. Die kommunalen Statuten wurden ihm mit dem Dogenbrief vom 15. Juli übersandt. Bereits am 14. Februar hatte Falier den Frieden zwischen den Scaligeri und den Verbündeten verkünden lassen. Am 17. und 24. Februar erhielt er Briefe des Dogen Francesco Dandolo, worin er aufgefordert wurde, einige Besitztümer zurückzuholen, die die Scaligeri konfisziert hatten.
1340 war Falier wiederum Savio in verschiedenen Angelegenheiten, erhielt aber am 29. Februar die Aufgabe, zusammen mit Marco Giustinian und Giovanni Gradenigo Vorbereitungen zu treffen, um die Expansionspläne des Königs von Ungarn aufzuhalten. Im Juni war er wieder in Venedig, im Oktober wieder außerhalb der Stadt tätig.
1341 bis Januar 1342 war er Podestà von Serravalle; am 26. Januar war er erneut in Venedig. Wieder wurde er Podestà von Chioggia (ab April 1342). Während seiner Amtszeit, die bis April 1343 andauerte, hielt er sich mit Erlaubnis für 15 Tage im September und für acht Tage im März in Venedig auf. Zu besagtem Aufenthalt im März 1342 wurde er ausdrücklich aufgefordert, vielleicht hielt er sich bis Anfang April dort auf.
Am 20. Mai 1343 wurde er nach seiner Rückkehr als einer der drei Savi nominiert, die Rechtsfragen im Zusammenhang mit den da Camino beinhalteten; dabei fungierte er im Oktober im Rahmen der Auseinandersetzungen mit dem Bischof von Ceneda und den Grafen Rizzardo und Gherardo da Camino. Es kam zu einem Vertrag, der durch das Kastell von Fregona und kleinere Besitztümer seitens der Camino besichert werden sollte. Falier tauchte daher als Zeuge im Vertrag vom 19. Oktober 1343 auf.

#### Unterhändler am Papsthof in Avignon (1344), Podestà von Chioggia (bis 1345)

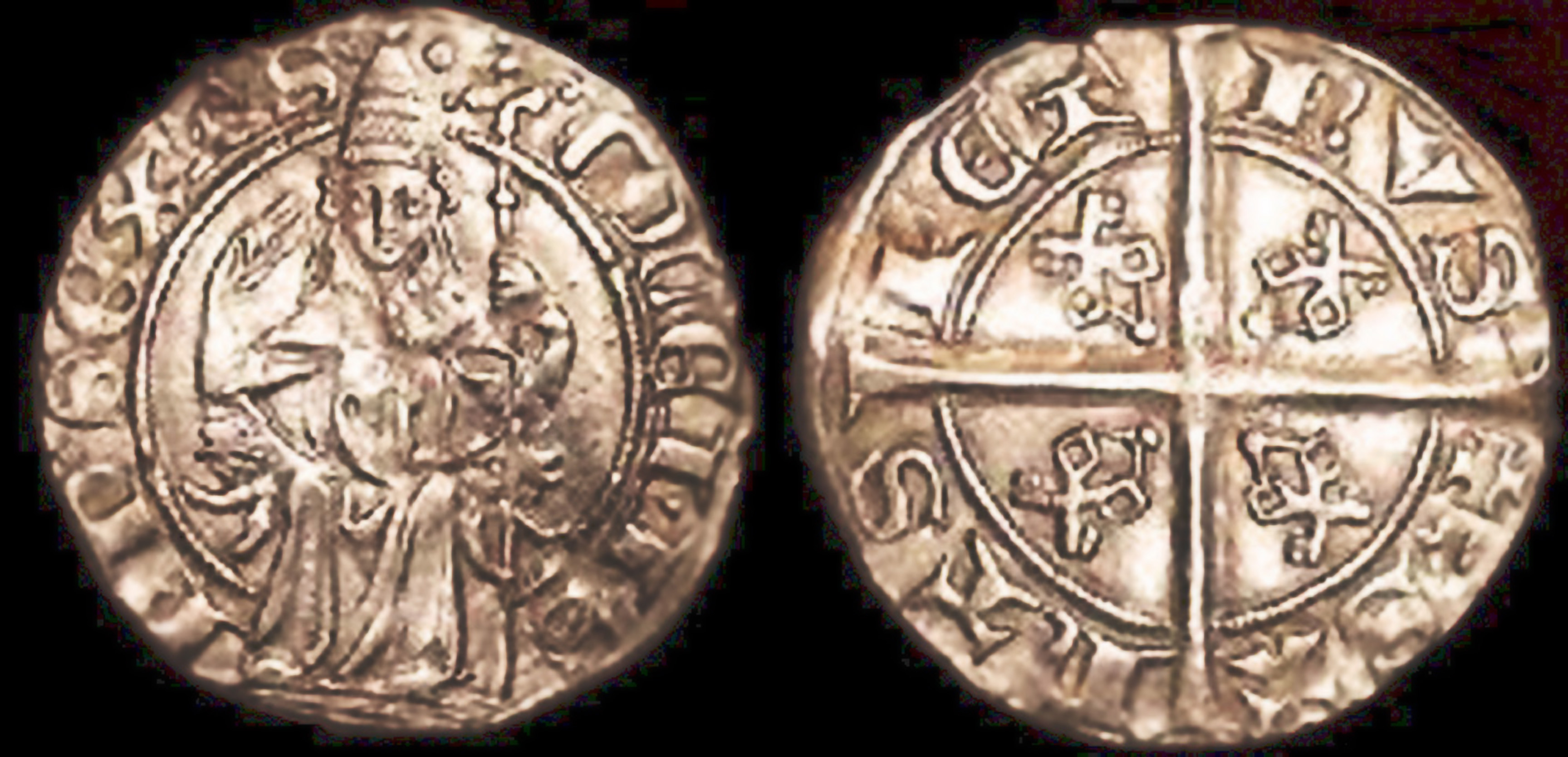
Unter Clemens VI. geprägte Münze mit dem Bildnis des Papstes

1344 ging Falier als Gesandter an den Papsthof nach Avignon (vgl. Avignonesisches Papsttum), zusammen mit Andrea Corner. Die beiden Gesandten konnten den Papst dazu bewegen, das Handelsverbot mit Ägypten und mit anderen verbotenen Orten für fünf Jahre aufzuheben. Dies war dringend erforderlich, da die italienischen Händler aus La Tana auf der Krim vertrieben worden waren, wobei es zu erheblichen Schädigungen gekommen war. Die Instruktionen für Falier und Corner wurden am 5. Januar im Senat verlesen. Im März waren die Unterhändler in Avignon, die Verhandlungen zogen sich über Wochen hin. Doch am 27. April gestattete Clemens VI. Venedig, fünf Jahre lang vier Schiffe und sechs Galeeren in die Gebiete des Sultans von Ägypten zu lenken. Diese Schiffe durften mit Ausnahme von kriegsrelevanten Gütern, wie Waffen, Eisen, Hölzer, Sklaven und dergl. alle Waren ein- und ausführen.
Noch während seines Aufenthaltes in Avignon wurde Falier abermals zum Podestà von Chioggia gewählt. Sein Posten sollte jedoch zunächst von seinem Bruder Ordelaffo eingenommen werden. Nach ihrer Rückkehr präsentierten die Gesandten einen Bericht, eine relazione, über ihre Mission. Dieser wurde am 3. August überprüft, doch verzögerte sich dieses gängige Verfahren, da der Notar Benintendi de’ Ravegnani (der spätere Großkanzler und Chronist), der mit ihnen in Avignon gewesen war, noch nicht wieder in Venedig war.
Unbekannt ist, wann Falier seinen Posten in Chioggia antrat, den er jedenfalls bis zum 1. Mai 1345 innehatte. Am 20. September wieder in Venedig, erhielt er zusammen mit Paolo Belegno und Marco Foscarini die Aufgabe, einen Streit um Schmuckstücke des Grafen von Flandern zu untersuchen. Von dieser Aufgabe wurde er allerdings bereits am 26. September zugunsten von Filippo Zane freigestellt.

#### Belagerung von Zara (1345/46)
Als Zara im Aufstand war, wurde Falier kurzzeitig als Savio gewählt, allerdings wurde er darin bereits am 29. September 1345 durch Marco Corner abgelöst. Wie aus einem Eintrag vom 20. November zu entnehmen ist, wurde er zum Capitano del Mare gewählt. Doch wurde er bereits zehn Tage später auf sechs Monate zum Capitano di Terra im Kampf um Zara bestimmt. Gegen diese widersprüchliche Entscheidung gingen die Avogadori di Comun vor, eine Art Rechtsvertreter der Kommune. Doch bestätigte der Rat der Vierzig, zu dieser Zeit eine Art Oberster Gerichtshof, am 2. Dezember die Entscheidung, so dass sogleich ein anderer Capitano di Mar bestellt wurde, nämlich Pietro Civran. Aus der Tatsache, dass Falier auch in den Monaten danach in Venedig war, wird gefolgert, dass er dennoch keine Armee gegen Zara zu führen hatte.
Am 14. Januar 1346 wurde Falier anstelle von Civran erneut zum Capitano di Mare. Diesmal führte er eine Kriegsflotte vor Zara, das am 27. Februar in Sichtweite kam. Am 12. April stach eine Flotte von elf Schiffen unter dem Kommando Civrans in See, während Falier sich mit dem Capitano del Golfo, der für die obere Adria zuständig war, Nicolò Barbarigo, dem neuen Kommando unterstellen sollte. Da es zu einem Zwist kam, wurde am 21. Mai eine Gruppe von elf Adligen mit voller Autorität eingesetzt. Zu diesen zählten fünf Provveditori, drei Capitani di Mare, dann der Capitano di Terra Pietro da Canal sowie seine beiden Governatori.
König Ludwig von Ungarn griff am 1. Juli 1346 die auf dem Land errichteten Fortifikationen an, doch musste er sich nach einem Gefecht aus Dalmatien zurückziehen. Nun zog Venedig einen Teil seiner Flotte und Armee ab, darunter die Schiffe des Falier, der noch im Juli nach Venedig zurückkehrte.

#### Podestà von Treviso (1346/47), Pest, Aufstand von Capodistria (1348)
Am 4. August 1346 wurde Falier zum zweiten Mal, diesmal für ein Jahr, Podestà und Capitano von Treviso. Nach seiner Rückkehr wurde er am 10. November 1347 zu Beratungszwecken und für eine Gesandtschaft nach Ungarn herangezogen. 1348 ging er wieder als Podestà nach Serravalle, wo er die Verteidigungsanlagen so ausbaute, dass er von den Pregadi, wie man die Senatoren zu dieser Zeit noch nannte, ausdrücklich gelobt wurde.

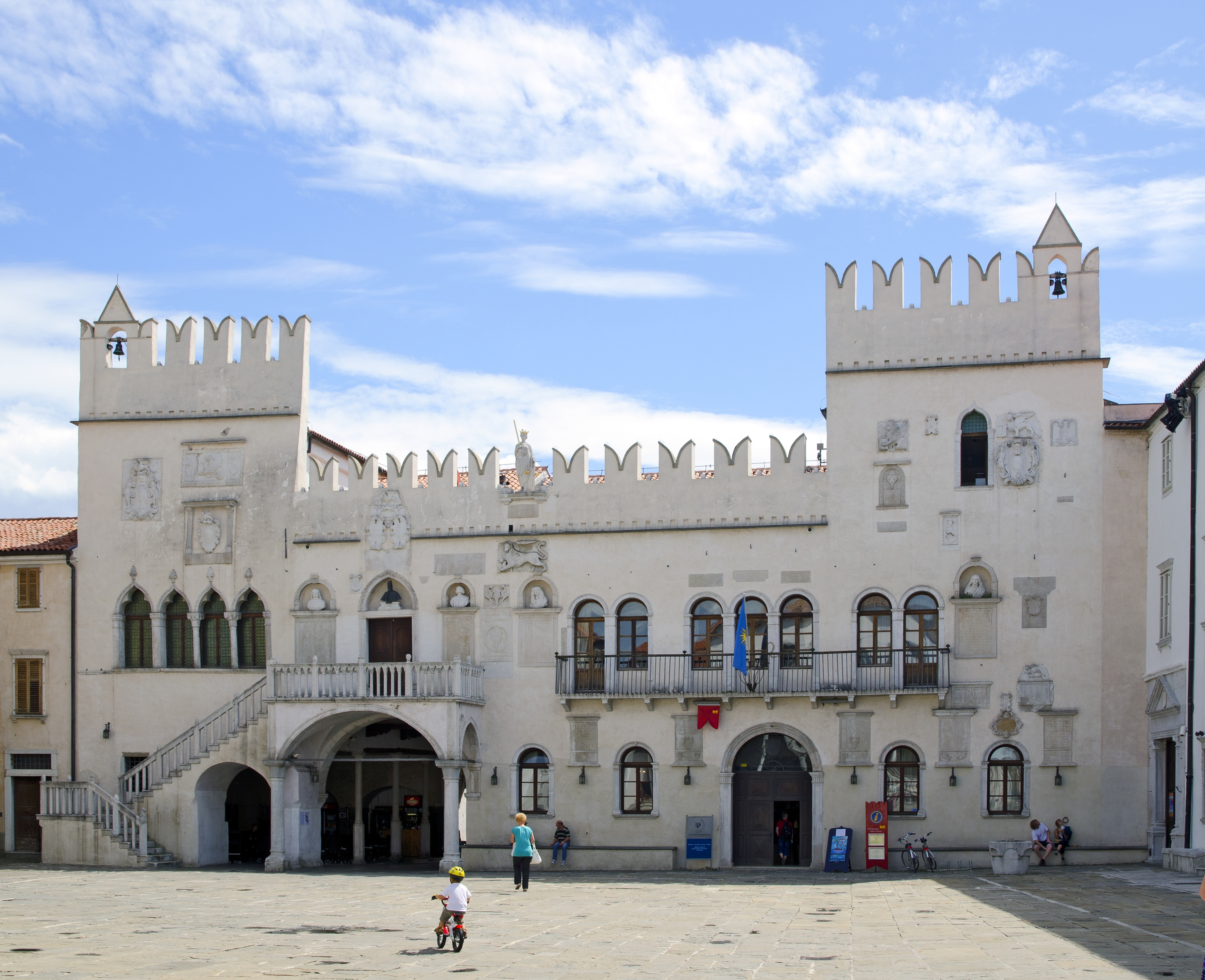
Der venezianische Prätorenpalast von Capodistria (Koper), errichtet im 15. Jahrhundert. Der ghibellinische Zinnenfries wurde erst 1664 angefügt.

Als Venedig 1348 vom Schwarzen Tod getroffen wurde, verweigerte ihm der Senat mit knapper Mehrheit die Rückkehr, die Falier für 15 Tage beantragt hatte. Am 24. September 1348 erhielt er als Capitano generale di Terra die Aufgabe, das rebellierende Capodistria niederzuschlagen. In Serravalle erwartete er seinen dortigen Nachfolger, um erst daraufhin nach Venedig zurückzukehren. Doch zu dieser Zeit war der Aufstand bereits beendet. Falier ging nun im Oktober als Savio nach Capodistria, wo er zu einem möglichst geringen Preis gleichfalls die Verteidigungsanlagen ausbessern sollte. Gleichzeitig sollte er die Einnahmen aus der Stadt erhöhen.
Eine Privaturkunde erweist, dass er am 18. Dezember schon wieder in Venedig war. Bereits einen Tag später sollte er zusammen mit zwei Prokuratoren von S. Marco in einer Erbangelegenheit intervenieren. Im Februar 1349 gehörte er zu den Cinque savi agli ordini, fünf erfahrenen Männern also, die über eine Gesandtschaft beraten sollten, die notwendig zu sein schien, um über Schädigungen von Venezianern durch Genuesen zu verhandeln. Wieder als Savio taucht Falier bei zwei Beschlüssen (partes) vom Februar und April des Jahres auf.
Zusammen mit Giustiniano Giustinian sollte er nun mit dem Kardinal und apostolischen Legaten Guido di Montfort verhandeln, bei denen es wieder einmal um eine Auseinandersetzung mit dem Patriarchen F. Morosini um die „decime dei morti“ ging.

#### Podestà von Chioggia (1349–1350), Erwerb von Feudalbesitz
Als Podestà von Chioggia war er spätestens am 18. Mai 1349 im Amt, denn er durfte für einen Monat seinen Amtsort verlassen. Aus einem nicht näher bezeichneten Grund war seine Anwesenheit in Venedig erforderlich. Wenig später wurde er mit einem Feudum (einem Lehnsgut) im Valmareno belehnt. Dies hing damit zusammen, dass Rizzardo da Camino gegen eine Anleihe einem venezianischen Bürger das Kastell von Valmareno angeboten hatte. So wurde das Kastell am 26. Mai 1349 an Falier verliehen, genauso wie bereits das Kastell von Fregona. Am 6. Juli beschloss der Senat, Falier könne vom Bischof von Ceneda in dieses Kastell investiert werden, allerdings unter den gleichen Bedingungen, wie schon 1343 die Caminesi. Am 13. Juli wurde Falier feierlich in der Kathedrale von Ceneda eingesetzt. Es wurde am selben Tag eigens festgelegt, dass das Kastell an Venedig fallen sollte, wenn die Camino ohne männliche Erben sterben sollten. Sollte dies auf Faliers Seite geschehen, so konnte er einen seiner Erben bestimmen oder einen oder mehrere venezianische Adlige.
In Venedig wurde Falier am 15. Mai abermals Savio, diesmal wieder für die slawischen Angelegenheiten (Schiavonia). Nur zwei Tage später wurde er zusammen mit drei anderen Adligen als Gesandter zum päpstlichen Legaten geschickt.

#### Abgebrochene Gesandtschaft nach Genua (1349), Podestà von Padua (1350–51)
Falier wurde im Juni 1349 als einer der fünf Savi gewählt, die erneute Streitigkeiten mit Genua untersuchen sollten. Am 13. Juli wurde er als Gesandter an den Hof des Herzogs von Österreich nominiert, doch übernahm diesen Posten nur vier Tage später Simone Dandolo. Marino Falier sollte hingegen als Gesandter nach Genua gehen. Die Situation wurde als so brisant eingeschätzt, dass man vermerkte, das Schicksal der Republik sei zu großen Teilen in der Hand des Gesandten: „facta nostra multum consistunt in persona ambaxatoris“. Ihm wurde – eine seltene Großzügigkeit – erlaubt, zehn Männer in sein Gefolge zu nehmen. Falier erhielt weitreichende Freiheit, einen Vertrag auszuhandeln, oder aber die Entscheidung dem Papst anheimzustellen, wenn bis dahin die Waffen schwiegen. Am 31. Juli ernannte der Doge Andrea Dandolo den Gesandten zum Sachwalter der Kommune Venedig. Doch ohne Mitteilung über den Grund wurde ihm vom Senat befohlen, die Reise zu unterbrechen. Am nächsten Tag forderte man ihn auf, zurückzukehren.
Der Notar Amadeus, der zu Faliers Gefolge gehörte, sollte stattdessen Klage über die Schädigungen erheben, die Herausgabe der Gefangenen fordern sowie der eingezogenen Waren usw. Auch sollte er die Genuesen auffordern, Unterhändler nach Venedig zu senden, denn er sei ja nicht verhandlungsberechtigt. Die Rückberufung Faliers geschah „pro honore“ Venedigs, denn schon früher habe man den Versprechungen der Genuesen keinen Glauben schenken können. Tatsächlich aber waren aus der Romania sehr schlechte Nachrichten gekommen. Angesichts der getöteten Venezianer erschien Venedig eine feierliche Gesandtschaft überflüssig. Doch wenig später stellte sich heraus, dass die Venezianer in Kaffa nur samt ihrer Waren sequestriert worden waren. Nun erhielt Falier in einer scharfen Wendung ein neues Verhandlungsmandat, wobei er nun auch über die Vorgänge in Kaffa verhandeln sollte. In einer erneuten Wendung wurde am 5. August dieses Vorhaben abgelehnt, am 11. August wurde auch eine Gesandtschaft ohne Falier abgelehnt.
Am selben Tag schrieb der genuesische Doge Giovanni di Valente (1350–1353) an den venezianischen Dogen Dandolo. Er bat um Klärung der Angaben Amadeus' – jenes Notars, der statt des Falier nach Venedig gegangen war –, von dem die Genuesen sogar bezweifelten, dass er überhaupt von Venedig entsandt worden wäre.
Währenddessen wurde Falier sogleich am 1. September zum Podestà von Padua erhoben. Während er dort ein Jahr diente, arbeitete er auch an anderer Stelle für die Republik.

#### Ungarn, Genuesenkrieg (1350–1355), Wien und Prag (1353)
Zusammen mit Giovanni Contarini und Marco Corner wurde Falier am 8. Mai 1351 bestimmt, sich in Senj mit den Gesandten des Königs von Ungarn zu treffen. Die Gesandten begaben sich nach Arbe (Rab) und Ende Juni verlangte der Senat die Rückkehr von zweien nach Venedig, der dritte Gesandte hingegen sollte sich für eine mögliche Reise nach Ungarn bereithalten.
Falier war am 17. Juli wieder in Venedig, wo er zum Capitano di Armata gewählt wurde. Am 30. Oktober war er unter den Savi, die sich drei Monate lang mit den Fragen des Genuesenkriegs befassen sollten. Am 7. Dezember sollte er als Savio Vorschläge erarbeiten, denn in Udine war Giovanni Francesco, Kastellan im Friaul, ermordet worden.

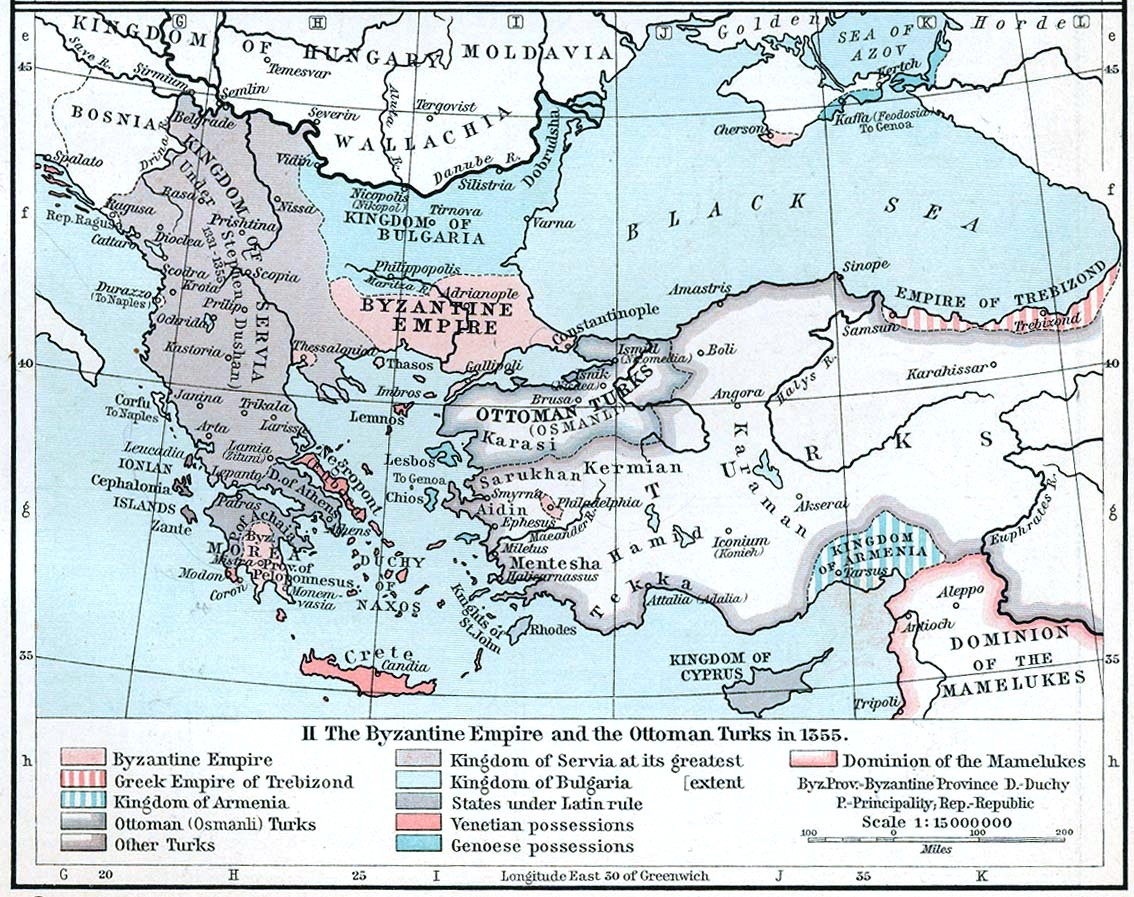
Der Balkan und Kleinasien um 1350

Inzwischen eskalierten die Auseinandersetzungen mit Genua. Nach der Schlacht am Bosporus (13. Februar 1352), die ohne eindeutigen Ausgang blieb, wählten die Rogati am 1. Mai 1352 vier Provveditori all'armata di mare, die dem Capitano generale Niccolò Pisani zur Seite gestellt wurden. Der Kandidat mit den meisten Stimmen sollte gegebenenfalls die Nachfolge Pisanis antreten. In der Reihenfolge Marino Falier, Marino Grimani, Giovanni Dolfin (Prokurator von S. Marco) und Marco Corner waren die Stimmen verteilt. Die Vier brachen am 13. Mai auf, ließen jedoch von den erheblichen Geldbeträgen einen großen Teil in Ragusa zurück, da man die Genuesen fürchtete. Pisani erreichte das kretische Candia am 7. August. Dort teilte er die Flotte auf, wobei einige Schiffe unter Falier fuhren, die andere unter Dolfin. Falier führte sechs Galeeren, die mit Erfolg die Genuesen im Hafen von Kaffa attackierten. Mit der übrigen Flotte vereinten sich die Schiffe bei Zypern, von wo die Kriegsschiffe gemeinsam nach Venedig fuhren, das sie gegen Jahresende erreichten.

Die bulgarischen Machtzentren um 1350

Während dieser Zeit nahm Falier Kontakt zum Bulgarenzaren Iwan Alexander auf. Dort verhandelte er erfolgreich um günstige Vertragsbedingungen für die venezianischen Händler. Auch unterschrieb er im Namen Pisanis und der anderen Proveditoren den Vertrag mit Kaiser Johannes V., der die Insel Tenedos unweit der Dardanellen an Venedig für die gesamte Dauer des Krieges zwischen Venedig und Genua abtrat. Dafür sollte er 20.000 Dukaten erhalten. Nach Kriegsende sollten die 20.000 wieder gegen die Insel eingetauscht werden. Dem Kaiser lieh Falier persönlich gegen einen Edelstein als Pfand die Summe von 5.000 Dukaten, die es dem Monarchen zugleich gestatteten, sie als erste Rate einzusetzen. Der Stein wurde am 22. Dezember bei den Prokuratoren von San Marco deponiert.
Wenig später ging Falier mit Marco Corner an den Hof Ludwigs von Ungarn, der damit drohte, an der Seite Genuas in den Krieg einzutreten. Der ungarische Unterhändler erreichte Venedig am 12. Januar 1353. Die Venezianer wiesen die Proteste gegen den Bruch des Vertrages von 1348 zurück, und unterstellten sich auch hier dem Urteil des Papstes. Karl IV. von Luxemburg gelang es einige Monate später, den Konflikt zu lösen. Marino Falier und Marco Corner reisten nach Wien, wo sie sich noch am 14. März 1353 befanden, denn sie wurden an diesem Tag zu Rittern geschlagen. Von dort folgte Falier dem Kaiser nach Prag, wo er am 27. März zum Ratgeber ernannt und in das kaiserliche Gefolge aufgenommen wurde.
Spätestens am 19. Mai war Falier wieder in Venedig. Wieder wurde er zum Capitano di Mare gewählt. Im Namen der Republik gelang es ihm, von den Carrara 400 Berittene, dazu Fußsoldaten, als Unterstützung zu erlangen.
Zusammen mit Ranieri Da Mosto versuchte er in Ferrara eine Aussöhnung zwischen den Markgrafen Francesco II. und Aldobrandino III. d'Este zu erreichen. Die beiden Männer trafen am 17. Oktober in Ferrara ein. Aldobrandino erschien im November in Venedig. Nachdem sich Genua dem Mailänder Giovanni Visconti unterstellt hatte, wurden er und Marco Giustinian sowie Nicolò Lion am 12. Dezember 1353 beauftragt, neue Allianzen gegen Genua zu schließen. Bereits drei Tage später schloss man einen Vertrag mit Cangrande Della Scala von Verona, dann entsprechend mit den Este von Ferrara und den Signori von Faenza, wobei Falier beim ersten und letzten Vertrag der Kontrahent war.

### Das Dogenamt

#### Verhandlungen in Avignon, Wahl zum Dogen (1354)
Nach Avignon entsandt, nahmen dieselben drei Männer am Hof Papst Innozenz' VI. Kontakt mit Pero IV. von Aragon und dem Erzbischof von Mailand auf.
Während dieses Aufenthalts erfolgte am 11. September 1354 die Wahl Marino Faliers zum Dogen – nur vier Tage nach dem Tod Andrea Dandolos. 35 der 41 Elektoren hatten sich für ihn entschieden. Die Nachricht erreichte Falier, als er schon auf dem Rückweg war. In Verona traf er auf die zwölf Gesandten, die ihn dort erwartet hatten und die ihn nun nach Venedig geleiteten.
Falier trat sein Dogenamt in schwierigen Zeiten an. Die Bevölkerungszahl Venedigs war wegen der Pest, die 1348 in die Stadt eingeschleppt worden war, um die Hälfte zurückgegangen.

#### Niederlage von Porto Longo gegen Genua (1354), Waffenstillstand (1355)
Am 4. November 1354, kaum dass Falier drei Wochen im Amt war, kam es bei Methoni zu einer schweren Niederlage der Flotte gegen Genua; ein großer Teil der Schiffe wurde in Porto Longo, dem Hafen von Sapientza vor der Südwestküste der Peloponnes, erobert und verbrannt. 5000 Mann gerieten in Gefangenschaft, darunter auch der Flottenkommandant und ehemalige Kriegsheld Niccolò Pisani, der nach seiner Freilassung aus der Gefangenschaft keine Ämter mehr bekleiden durfte und zu einer hohen Geldstrafe verurteilt wurde.
Auf Intervention Karls IV. kam es am 8. Januar 1355 zu einem Waffenstillstand auf vier Monate. Erst nach dem Tod des Dogen Marino Falier sollte es unter seinem Nachfolger am 1. Juni zu einem verhältnismäßig günstigen Friedensvertrag kommen.

#### Verschwörung, Hinrichtung

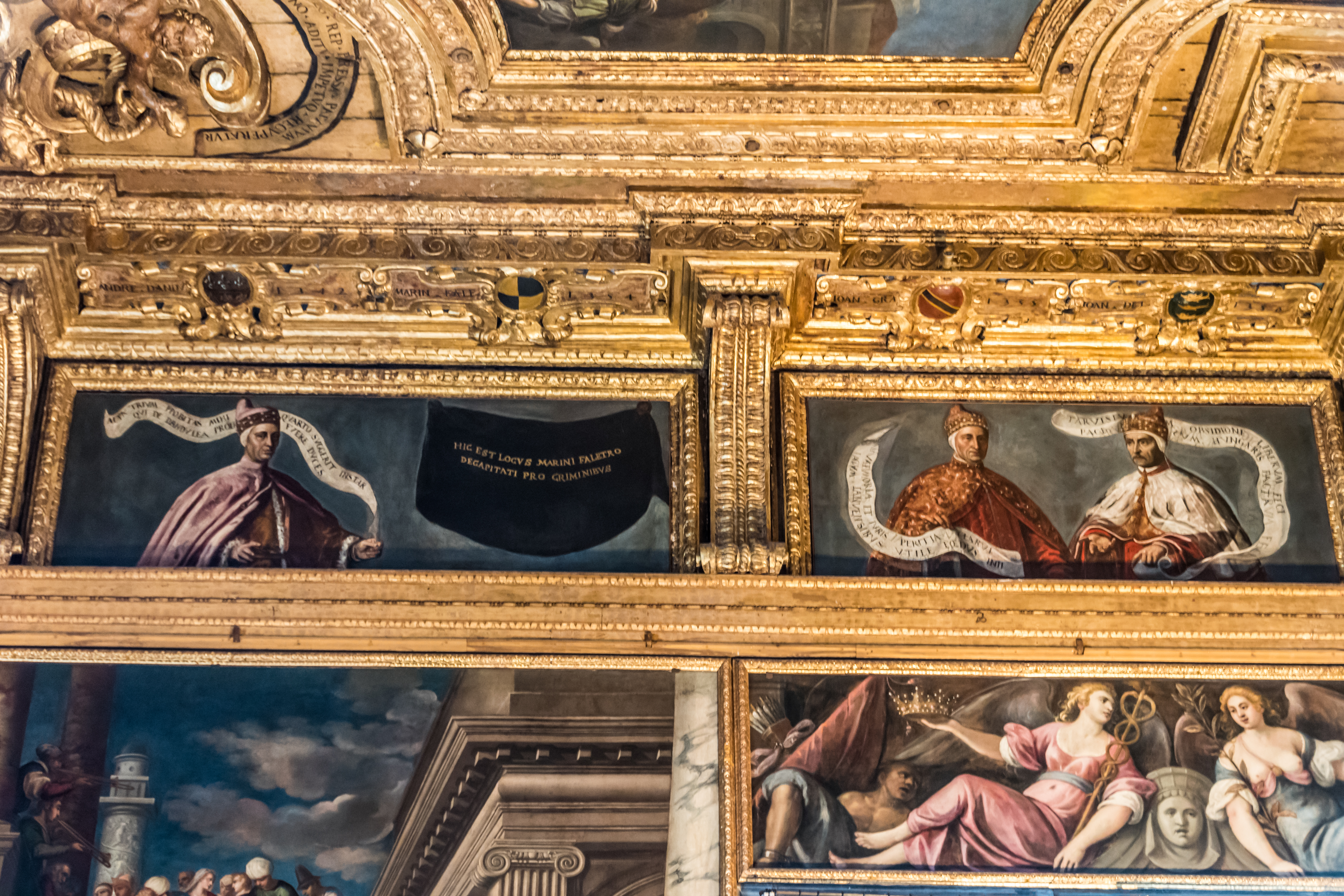
Domenico Tintoretto: „Hic est locus Marini Faletri decapitati pro criminibus“ auf schwarzem Banner; das Werk sollte die Erinnerung an den Dogen auslöschen, jedoch zugleich seine als Warnung geeignete Verschwörung an zentraler Stelle im Saal des Großen Rates platzieren.

Falier wurde vorgeworfen, 1355 einen Staatsstreich geplant zu haben, um sich selbst zum Fürsten zu erheben, möglicherweise angeregt durch das Vorbild anderer oberitalienischer Familien. Allerdings war Falier zu diesem Zeitpunkt bereits rund 70 Jahre alt, auf Lebenszeit gewählt und er hatte keine männlichen Nachkommen. Die Ursachen der Verschwörung sind kaum zu rekonstruieren, da alle Gerichtsakten im Zuge der Damnatio memoriae vernichtet worden sind. An zwei Stellen in den Registern des Rates der Zehn heißt es nur „non scribatur“. Die mündlichen Verhandlungen wurden also bewusst nicht schriftlich niedergelegt oder sie befanden sich in einem separaten Registerband, der verloren gegangen ist.
Auslöser der Verschwörung war möglicherweise eine Beleidigung des Dogen durch einige junge Adlige, deren Verhalten in den Augen Faliers zu milde bestraft wurde. Dadurch sei eine starke Abneigung gegen deren Stand insgesamt entstanden. Lorenzo De Monacis, der seine Chronik 1421 bis 1428 verfasste, berichtet als erster, wie lange angenommen, von einigen „adolescentuli nobiles“, die durch „aliqua verba ignominiosa“ den Dogen erzürnt hätten. Vorsichtshalber schickte er allerdings diesem Satz, ein „Fama fuit“ voraus, womit er einräumt, dass es sich nur um eine verbreitete Meinung, ein Gerücht handelte. Schon in der Cronica di Venexia, die zeitlich näher liegt als die Chronik des Lorenzo De Monacis, aber dort wiederum ausschließlich in der Handschrift A, erscheinen Anspielungen ähnlicher Art. Der anonyme Verfasser glaubt, dass: „factili alcuna iniuria per alcuni zioveneti fioli d'i gentilli de Venexia, i quali iniustamente ne funo punidi, over per tal caxon o che instigado fusse de spirito diabolico“, habe sich der Doge entschlossen, eine „tirapnia“ (Tyrannei) zu errichten. Damit wird das Motiv der persönlichen Beleidigung des Dogen und der Dogaressa durch junge Adlige und die unzureichende Sühnung erstmals genannt. Ansonsten sei der Vorgang nur, so der Anonymus etwa ein Jahrzehnt nach den Ereignissen, als ‚aufgestachelt‘ durch ‚teuflischen Geist‘ erklärbar.

Francesco Hayez: Il doge Marino Faliero accusa il giovane Steno di essere l'autore della scritta infamante sul Doge e la Dogaressa (sinngemäß: Der Doge Marino Falier beschuldigt den jungen Steno Verfasser der Schrift zu sein, die den Dogen und die Dogaressa beleidigte); Öl auf Leinwand, 122 mal 170 cm, 1844, Privatsammlung

Später wurde die Geschichte weiter ausgeschmückt, um eine persönliche Trägödie zu imaginieren. Der Doge wurde zu diesem Zweck immer älter, um die Altersdifferenz zur Dogaressa zu steigern. Dabei sei es der spätere Doge Michele Steno gewesen, der während eines Festes im Dogenpalast vom Dogen wegen seines Verhaltens gegenüber den Frauen oder gar der jungen Dogaressa selbst, entfernt worden sei. Michele Steno habe, um sich zu rächen, an den Sessel des Dogen in der Sala del Consiglio über die Dogaressa, die bela moier, die schöne Ehefrau Faliers, geschrieben: „Marin Falier de la bela moier, altri la galde [genießen sie] e lui la mantien“.
Dass aus einer persönlichen Beleidigung nach Jahrzehnten im Staatsdienst eine so umfassende Verschwörung werden konnte, setzte schwere Konflikte in der Gesellschaft Venedigs voraus. Als gesichert gilt dabei nur, dass zahlreiche Popolanen, vor allem Seeleute, die den Adligen die schwere Niederlage gegen die Genuesen anlasteten, bereit waren, einen Aufstand zu wagen. So erhielt die Verschwörung den Nimbus einer gegen den Adel gerichteten Konspiration, wofür sich eine Reihe von Hinweisen durch den Verlauf der Verschwörung ergibt.
Unmittelbarer Auslöser der Erhebung, eher eines frühzeitig gescheiterten Aufstandsversuches, war ein Streit im Erdgeschoss des Dogenpalasts zwischen dem Adligen Giovanni Dandolo, wie De Monacis angibt, und dem Popolanen „Bertucio Israelo“, „notabilis conditionis inter marinarios“, selbst „paron“ eines Schiffes. Er hatte wohl erheblichen Einfluss unter den zahlreichen Seeleuten der Seerepublik. Am Ende ohrfeigte Dandolo sein Gegenüber – auch dies eine schwere Beleidigung –, woraufhin Isarello Seemänner um sich versammelte, die seinen Rivalen bedrohten. Der Adlige suchte nun Hilfe bei der Signoria und der Doge beeilte sich, Isarello für sein Verhalten zu tadeln.
Doch in der folgenden Nacht ließ er Isarello zu sich kommen und erklärte ihm, was er gegen die Adligen unternehmen wolle. Isarello schloss sich dem Vorhaben Faliers an und zögerte nicht, zwanzig Anführer um sich zu sammeln, von denen jeder 400 Männer aufbieten konnte. Unter den Aufständischen war auch Filippo Calendario, der Schwiegervater Isarellos. Er war Eigentümer von einigen Booten und ein berühmter Steinmetz. Doch zu Unrecht sah man zeitweise in ihm den Architekten, der für den Umbau des Dogenpalastes verantwortlich war. Nur fünf Männer wussten von der Beteiligung des Dogen an der Verschwörung. In den folgenden Nächten trafen sich diese im Dogenpalast.
Dort entwickelten sie einen Plan. In der Nacht des 15. April 1355 sollten sich die Bewaffneten auf dem Markusplatz versammeln. Dann sollte der Doge die Glocken im Glockenturm von San Marco läuten, um zugleich das Gerücht zu streuen, 50 genuesische Galeeren würden sich der Stadt nähern. Die herbeieilenden Adligen sollten allesamt getötet werden. Danach sollten auch die Familien ermordet und ihre Häuser geplündert werden. Schließlich sollte der Doge zum Signore ausgerufen und das Gesetz, das den Großen Rat regulierte, aufgehoben werden. Die Popolanen sollten an die Stelle der Adligen treten und in die Ämter der Kommune gewählt werden.
Doch irgendetwas ging schief und Marino Falier gab eine entgegengesetzte Weisung. Am Abend des geplanten Aufstands offenbarte zudem der Kürschner Vendrame dem befreundeten Adligen Nicolò Lion die Verschwörung. Dieser eilte mit Vendrame zum Dogen, um diesen in Kenntnis zu setzen. Falier versuchte abzuwiegeln, doch auf Druck Lions musste er die Consiglieri zusammenrufen, zu denen sich zahlreiche Adlige gesellten. Unkontrolliert liefen Gerüchte um, die Consiglieri stellten Befragungen an, so dass die Mittäterschaft Faliers bald deutlich wurde. Noch in derselben Nacht wurden die Hauptverschwörer verhaftet. Alle Adligen sollten nach San Marco kommen, um mit ihren Waffen den Platz und den Dogenpalast zu verteidigen. Auch eilten Truppen aus Chioggia herbei.
Am Morgen danach versammelte sich im Dogenpalast der Rat der Zehn, der beschloss, ein Sondergremium, eine Zonta einzurichten. Zwanzig angesehene Adlige wurden hinzugezogen, dann zwei der drei Avogadori di Comun (ein Falier war wegen der Verwandtschaft zum Dogen ausgeschlossen worden), die sonst als eine Art oberste Ankläger der Kommune fungierten. Hinzu kamen die sechs Dogenräte und neun der zehn Angehörigen des Rates der Zehn (einer von ihnen, Nicolò Corner, war wegen der Nähe zum Dogen ausgeschlossen worden), insgesamt 37 Männer. Von diesen 37 hatten jedoch nur die neun Angehörigen des Rates der Zehn und die sechs Dogenräte, also 15 Männer das volle Abstimmungsrecht.

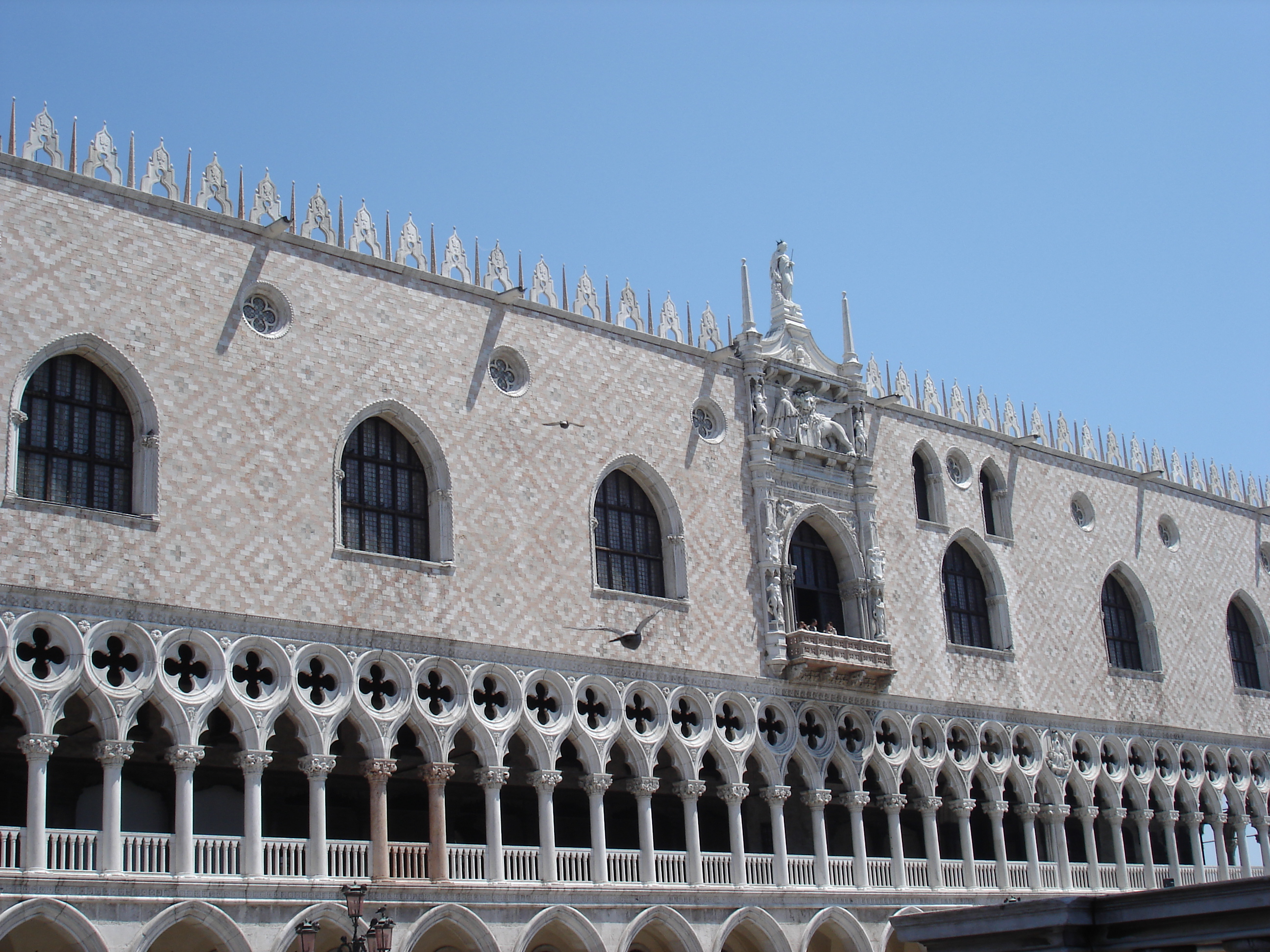
Die Loggia des Dogenpalasts mit den beiden roten Säulen, zwischen denen Isarello und sein Schwiegervater Filippo Calendario hingerichtet wurden

Die Aufständischen, denen nicht mehr die Flucht gelungen war, wurden zum Tode verurteilt. Isarello und der proto des Dogenpalastes Filippo Calendario wurden zwischen den roten Säulen der Loggia des Dogenpalastes hingerichtet. Der Doge musste, in Erwartung seiner eigenen Hinrichtung, mit verschlossenem Mund den Festlichkeiten des nächsten Tages beiwohnen. In den folgenden Tagen wanderte der Hinrichtungsort von Säule zu Säule Richtung Molo, bis neun weitere Männer exekutiert waren.

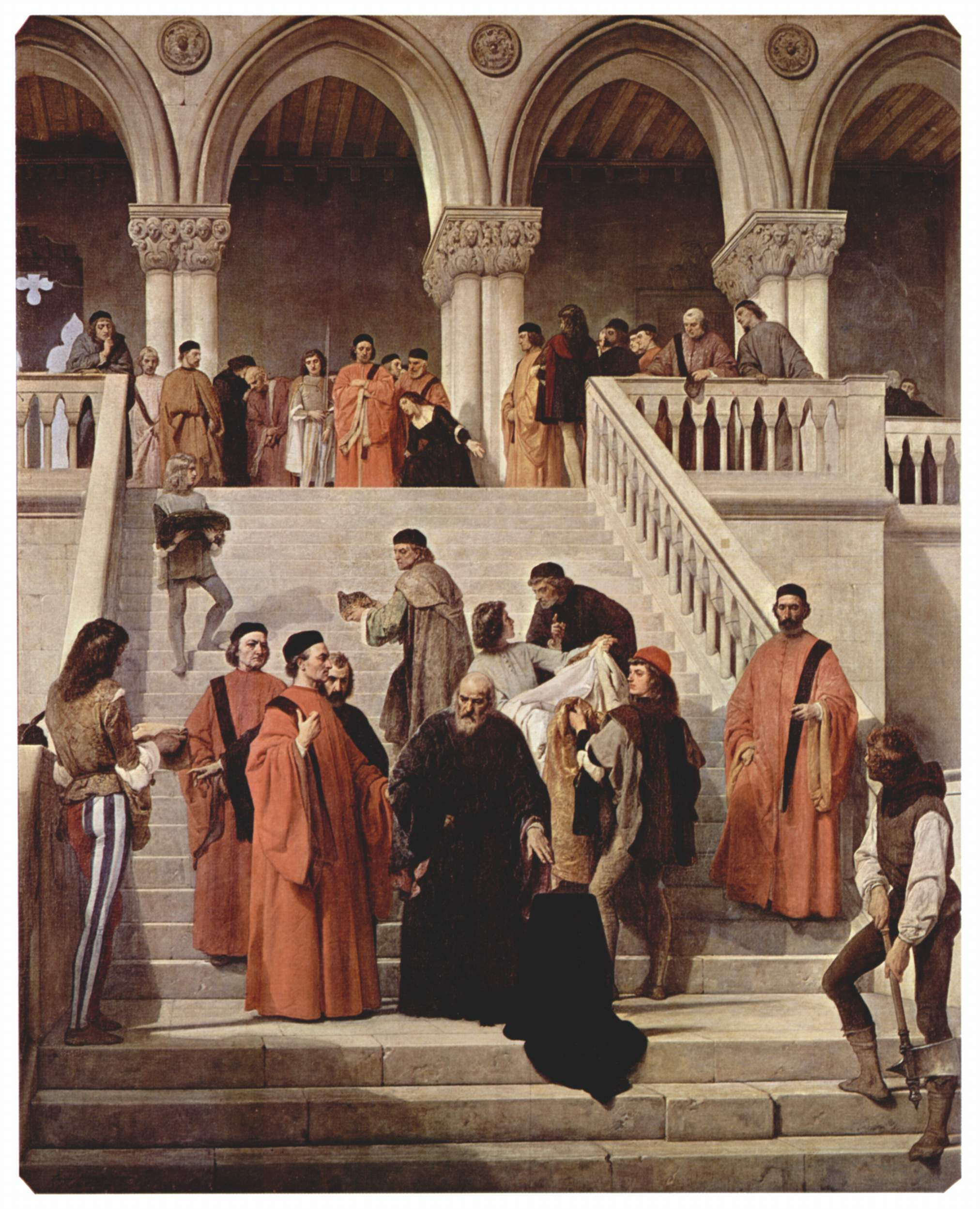
Francesco Hayez: Gli ultimi momenti del doge Marin Faliero sulla scala detta del Piombo (1867, Pinacoteca di Brera, Mailand)

Am 17. April 1355 wurde schließlich Marino Falier selbst verurteilt. Einer der Dogenräte war erkrankt, so dass nur 36 Männer zu Gericht saßen. Zunächst berichteten vier von ihnen über die Befragung des Dogen. Dieser wurde für schuldig befunden. Das Urteil sprachen die Dogenräte, die Häupter der Zehn und die Avogadori. Ihr Urteil lautete auf Enthauptung. Es sollte auf der Treppe im Dogenpalast vollstreckt werden, dort, wo Falier seinen Eid auf die Promissione abgelegt hatte, und damit gewissermaßen auf die Verfassung der Republik. Dabei handelte es sich um die „Scala Foscara“ oder „Scala del Piombo“ (wegen ihrer Bleibedachung). Sie wurde 1618 abgetragen. Der Rat der Zehn verfügte die Konfiszierung seines Eigentums, doch die Signoria beließ ihm 2000 Dukaten, die er in seinem noch am selben Tag abgefassten Testament seiner Ehefrau hinterließ.
Sofort nach der Hinrichtung wurde dem auf dem Platz ausharrenden Volk das blutige Schwert präsentiert. Dabei wurde ausgerufen, es sei dem Verräter Gerechtigkeit widerfahren. Der Leichnam wurde in die Sala del Piovego gebracht, das Haupt zu seinen Füßen unter einer Decke. So konnte jeder in den nächsten beiden Tagen seinen Leichnam betrachten.
Neben den elf Hingerichteten wurden drei zu lebenslangem Kerker verurteilt, einer auf ein Jahr, ein weiterer wurde nach Candia verbannt, fünf verbannt unter ständiger Überwachung, schließlich 31 begnadigt, allerdings mit besonderen Ermahnungen. Einige der Autoren behaupten allerdings, es seien in den ersten Tagen mehr als 400 Personen verschwunden.

## Grabmal, Auslöschung der Erinnerung
Der Doge wurde in der Familienkapelle der Falier in San Zanipolo begraben. Das Grab ist nicht erhalten, auch wenn es heißt, die menschlichen Überreste seien noch 1812 wiederentdeckt worden.
An Stelle eines Dogenporträts befindet sich an dem für Marino Falier vorgesehenen Platz in der Galerie der Dogenbilder im Saal des Großen Rates (Sala del Maggior Consiglio) ein schwarzes Banner mit der weißen Inschrift: „Hic est locus Marini Faletri decapitati pro criminibus“ (‚Hier ist die Stelle des wegen Verbrechen enthaupteten Marino Falier‘). Es wurde an dieser Stelle nach seinem Tod von Tintoretto angebracht, ein weiteres Zeichen für die condamnatio memoriae (die Auslöschung der Erinnerung) an den Dogen. Das bereits vorhandene Gemälde soll mit dem Banner übermalt worden sein.

## Dogenporträts

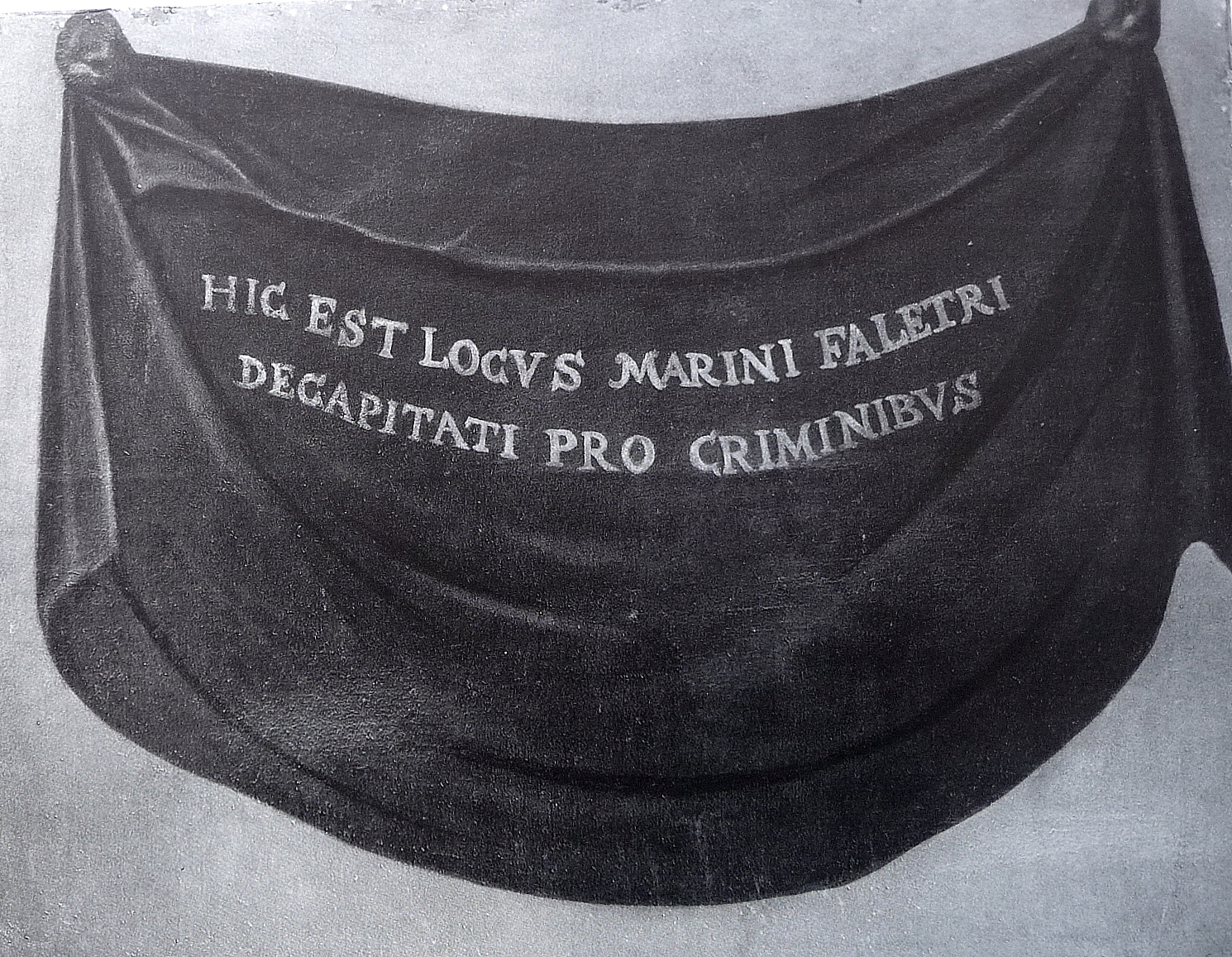
Marin Falier, Saal des Großen Rates, entstanden nach 1577: „Hic est locus Marini Faletri / decapitati pro criminibus“

Das Gesicht des Dogen findet sich in einem Bronzesiegel, auf Münzen und in einer Miniatur in einem Kodex in der Biblioteca Marciana. Auf Beschluss des Rates der Zehn wurde das Porträt des Dogen im Dogenpalast 1366 entfernt. Dort wurde in blau vermerkt: „Hic fuit locus ser Marini Faletro decapitati pro crimine proditionis“. Später wurde vorgeschlagen, ihn mit abgeschlagenem Haupt, das ihm am Hals hängen sollte, abzubilden, doch wurde dies abgelehnt.
Nach dem Brand im Dogenpalast von 1577, als auch die Dogenporträts wiederhergestellt werden mussten, wurde die heutige Darstellung angebracht, sein Gesicht mit einem schwarzen Tuch und der leicht abgewandelten Begründung verdeckt.

## Marino Falier in Malerei, Literatur und Musik

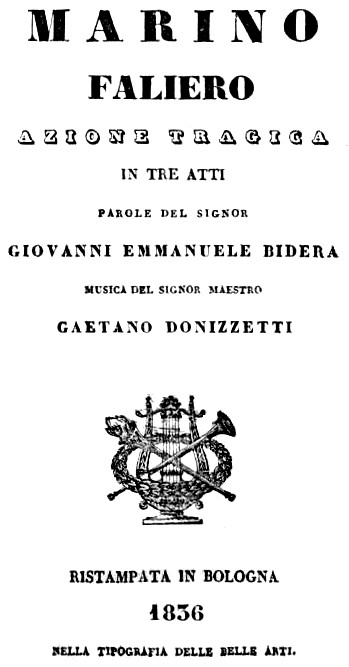
Donizetti: Libretto von 1836, Titelblatt

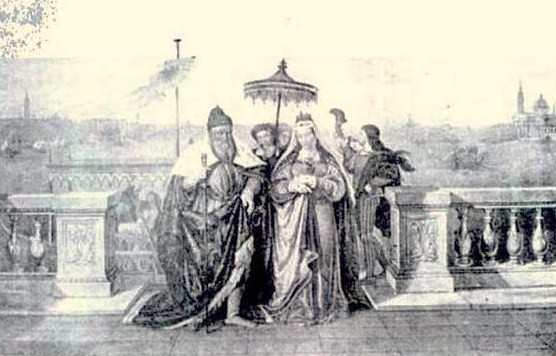
Doge und Dogaressa von Karl Wilhelm Kolbe d. J., 1816

- Karl Wilhelm Kolbe der Jüngere: Doge und Dogaressa, Gemälde, 1816, Berlin.
- Ernst Theodor Amadeus Hoffmann: Doge und Dogaresse, Erzählung, Frankfurt a. M. 1818.
- Jean François Casimir Delavigne: Marino Faliero, Drama in fünf Akten, 1821.

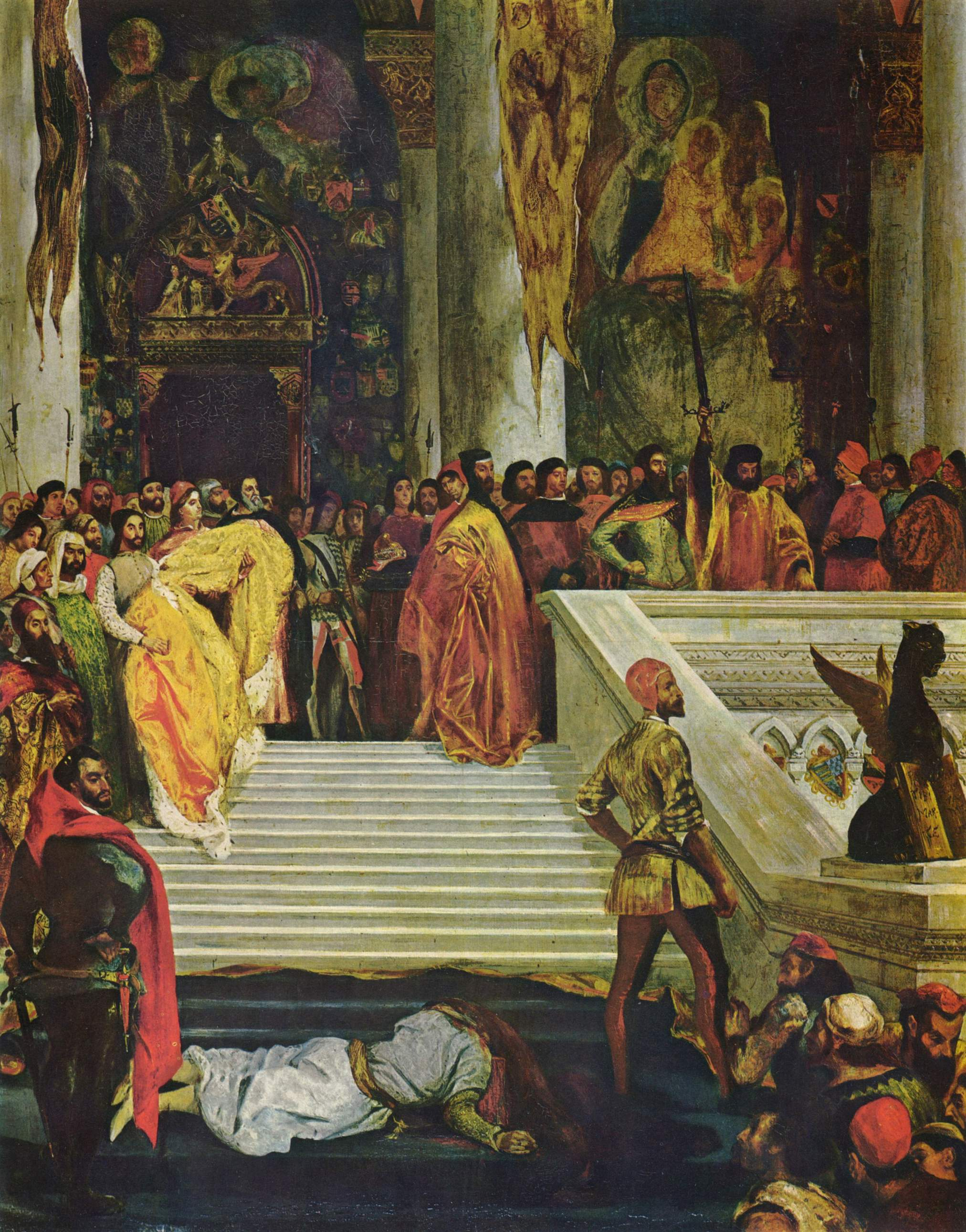
Eugène Delacroix: Le Doge Marino Faliero condamné à mort, 1826

- Eugène Delacroix: Le Doge Marino Faliero condamné à mort, Gemälde, 1826, London.
- Gaetano Donizetti: Marino Faliero, Tragedia lirica von Giovanni Emanuele Bidera nach dem Drama von Casimir Delavigne, 12. März 1835, Théâtre-Italien, Paris.
- Francesco Hayez: Gli ultimi momenti del doge Marin Faliero sulla scala detta del Piombo, Gemälde, 1867, Pinacoteca di Brera, Mailand.
- Heinrich Kruse: Marino Faliero, Trauerspiel, Leipzig 1876.
- Martin Greif: Marino Falieri, oder die Verschwörung des Dogen zu Venedig, Trauerspiel, Wien 1879.
- Algernon Charles Swinburne: Marino Faliero. A Tragedy, Trauerspiel, London 1885.
- Wilhelm Freudenberg: Marino Faliero: eine Oper in drei Aufzügen, Bechtold, Wiesbaden 1889/1890.

### Rechtsetzende Quellen
- Antonino Lombardo (Hrsg.): Le deliberazioni del Consiglio dei XL della Repubblica di Venezia, 3 Bde., Venedig 1957–1967, Bd. I (1342–1344), Venedig 1957, n. 136.
- Roberto Cessi, Paolo Sambin (Hrsg.): Le deliberazioni del Consiglio dei Rogati (Senato), "Serie Mixtorum", Bd. I, Libri I–XIV, Venedig 1960, l. VII, S. 310; l. IX, S. 142, 201; Roberto Cessi, Mario Brunetti (Hrsg.): Bd. II, Libri XV–XVI, Venedig 1961, n. XVI, S. 120, 247, 258, 260, 262, 267, 278, 283 f., 328, 331, 384.
- Ferruccio Zago (Hrsg.): Consiglio dei dieci. Deliberazioni miste. Registri I-II (1310-1325), Venedig 1962, reg. II, n. 18, 39, 46, 64 f., 67, 70, 75, 77ff, 90, 103, 156; XLIX–LIII, S. 258 f.; LII–LIII, S. 261 f.; LXII, S. 266; LXIX, S. 269; Ders. (Hrsg.): Registri III-IV (1325-1335), Venedig 1968, reg. III, n. 68, 73, 81, 95, 97, 99, 102 f., 111, 121, 132, 140, 143, 145, 158, 160, 178, 470, 502, 508, 524, 553, 597 f., 600, 602; reg. IV, n. 20.
- Bartolomeo Cecchetti: La moglie di Marino Falier, in: Archivio Veneto I (1871) 364–370 (Edition des zweiten Testaments der Dogaressa vom 14. Oktober 1384 auf den Seiten 367–370).
- Samuele Romanin: Storia documentata di Venezia, 10 Bde., Bd. 3, Pietro Naratovich, Venedig 1855, n. IX, S. 396 f.: Procura per la confisca de'beni di Marin Falier nel Padovano (Digitalisat), n. X, S. 397 f.: Sulla congiura di Marin Falier.
- Aleksandra V. Chirkova, Evgeny A. Khvalkov: The Venetian Lettere Ducali from the Western European Section of the Historical Archive of the Saint Petersburg Institute of History of the Russian Academy of Sciences, Fourteenth to Mid-Sixteenth Centuries (An Archaeographic Commentary), in: Higher School of Economics Research Paper No. WP BRP 173/HUM/2018 (unveröffentlichte lettere ducali (minori) aus der Sammlung Nikolay Petrovich Likhachev (1862–1936), die sich im Petersburger Institut für die Geschichte der Russischen Akademie der Wissenschaften befindet und die die Zeit von 1354 bis 1547 betrifft, darin ein Dogenbrief von Marino Falier: „WES, coll. 6, box 186, No 1“, Editionsprojekt).

### Erzählende Quellen
- Lorenzo De Monacis: Chronicon de rebus Venetis ab U.C. ad annum MCCCLIV, F. Corner, Venedig 1758, Buch IV (Digitalisat), S. 215, 220, 311, 315–320.
- Roberto Cessi, Fanny Bennato (Hrsg.): Venetiarum historia vulgo Petro Iustiniano Iustiniani filio adiudicata, Venedig 1964, S. 212, 222, 226, 228, 233, 235, 238 f., 240–245, 247 f., 342ff.
- Roberto Pesce (Hrsg.): Cronica di Venexia detta di Enrico Dandolo. Origini - 1362, Centro di Studi Medievali e Rinascimentali «Emmanuele Antonio Cicogna», Venedig 2010, S. 143 f.